# Cláusula de rescisión
Una cláusula de rescisión se refiere a una cláusula en un contrato de trabajo, la cual permite al empleado rescindir el contrato unilateralmente mediante el pago de una tarifa específica (generalmente considerable) al empleador. Esta tarifa puede ser pagada directamente por el empleado, pero lo más habitual es que la pague un posible empleador que desee contratar sus servicios.
Se usa más comúnmente en referencia a equipos deportivos, donde se suele pagar una tarifa de transferencia por un jugador con contrato; sin embargo, el club propietario actual no está obligado a vender a su jugador, y si no se llega a un acuerdo sobre una tarifa adecuada, el club comprador puede recurrir al pago de la tarifa de rescisión del jugador (si su contrato incluye dicha cláusula), que el club propietario no puede bloquear. Las cláusulas de rescisión suelen fijarse en un importe superior al valor de mercado esperado del jugador. Sin embargo, en ocasiones, un jugador de un club pequeño firma un contrato pero insiste en una tarifa de rescisión baja para atraer a clubes más grandes si su rendimiento genera interés, lo que de hecho funciona como un precio de reserva establecido para el club vendedor.
El objetivo de esta cláusula es doble; en primer lugar, con su elevada cantidad, se disuade a los equipos competidores de intentar adquirir al jugador si el club actual no muestra signos de venderlo, y en segundo lugar, plantea cualquier indicio a los jugadores de que no cumplan con su compromiso contractual.
En España, las cláusulas de rescisión han sido obligatorias en los contratos de fútbol desde 1985. Si desean rescindir su contrato, los jugadores deben pagar la tarifa de rescisión a su club actual personalmente (a través del organismo de la liga), que les adelantaría el club que los ficha; sin embargo, el gobierno español consideró originalmente que este anticipo de fondos era un ingreso imponible, lo que requería que el club comprador pagara impuestos sobre la renta además de la tarifa en sí, con los costos prohibitivamente altos involucrados en esta doble transacción que desalientan a los clubes de hacer tales acuerdos. En octubre de 2016, las leyes cambiaron y los anticipos de la tarifa de rescisión a los jugadores ya no estaban sujetos a impuestos, lo que significa que solo se debía pagar la tarifa en sí.
En Argentina, el jugador notifica que ejecutará la cláusula vía carta documento al club. El club debe suministrar el CBU de la cuenta bancaria para el depósito. Si se niega, el futbolista puede abonar directamente a la Asociación del Fútbol Argentino.
También la parte que rompe el vínculo debe pagar impuestos y costos administrativas para que la AFA deba emitir el certificado de transferencia.
Uno de los casos más resonantes de la historia del fútbol, es el de Luís Figo. En el 2000, fue transferido del Fútbol Club Barcelona al Real Madrid Club de Fútbol mediante el pago de su cláusula de 60 millones de euros.
En 2017, el Paris Saint-Germain activó la cláusula de rescisión del contrato del futbolista brasileño Neymar del FC Barcelona, que estaba fijada en 222 millones de euros, convirtiéndolo en el futbolista más caro de la historia, por delante del récord anterior establecido por Paul Pogba (105 millones de euros) en 2016, cuando regresó al club inglés Manchester United procedente de la Juventus de Turín.